# 크리티 카르반다
크리티 카르반다(힌디어: कृति खरबंदा, 영어: Kriti Kharbanda, 1990년 10월 29일 ~ )는 인도의 배우, 모델이다.